# Château de Habsbourg
Le château de Habsbourg se trouve en Suisse, dans la commune homonyme du canton d'Argovie.
Il fut la propriété de la famille des Habsbourg, une des plus importantes maisons royales d'Europe qui, outre le Saint-Empire romain germanique, l'Autriche ou l'Espagne, régna notamment sur une bonne partie de la Suisse au Moyen Âge.

## Géographie

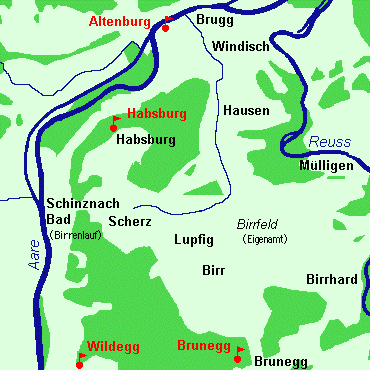
Situation du château de Habsbourg et ses environs.

Le château de Habsbourg est situé directement au nord-ouest du centre du village de Habsburg, à environ 35 mètres au-dessus du village, à une altitude de 505 mètres, et à environ trois kilomètres au sud-ouest de la vieille ville de Brugg, le chef-lieu du district. Le château s'étend sur une longueur d'un peu plus de 100 mètres sur la crête rocheuse de la colline du Wülpelsberg. Cette colline calcaire couverte d'une forêt mixte fait partie du Jura plissé. À l'ouest et au nord, elle descend en pente raide jusqu'au lit majeur de la vallée de l'Aar, 160 mètres plus bas. Les côtés est et sud de la crête forment le bord d'un plateau légèrement incliné qui se confond avec le Birrfeld. À un peu plus de 400 mètres au sud-ouest du château, l'autoroute A3 passe par le tunnel des Habsbourg.

## Histoire
Pendant la période de la culture de Hallstatt (I et IIe siècle av. J.-C.), un petit bâtiment se trouvait à l'emplacement du château actuel. À partir de la seconde moitié du Ier siècle apr. J.-C., une station de signalisation romaine était située sur la colline du Wülpelsberg. Elle était occupée par les légionnaires du camp militaire de Vindonissa (actuelle municipalité de Windisch), à quatre kilomètres au nord-est. Le poste de signalisation permettait une ligne de vue entre le camp et le col du Bözberg et était probablement en service même après la fermeture du camp en 101. À la fin du IIIe siècle, la colline servait de refuge aux civils. Elle était facile à défendre et promettait une protection contre les campagnes de pillage sporadiques des Alamans que les quelques soldats romains restant ne pouvaient pas fournir.
Selon une légende rapportée pour la première fois par Ernst Ludwig Rochholz au milieu du XIXe siècle, Radbot aurait été l'architecte du château. Celui-ci vit alors à Altenburg, dans un fort construit par les Romains. À la recherche d'un faucon qu'il a perdu pendant une partie de chasse, son groupe escalade la colline du Wülpelsberg, densément boisée, et trouve l'oiseau échappé au sommet de la colline. Radbot reconnaît l'emplacement comme propice à la construction d'un château et décide d'y construire le « Habichtsburg » (en français « château du faucon »),.
Aegidius Tschudi est fermement opposé à la légende du faucon. Selon lui, le château tire son nom du verbe « haben », avoir en allemand.
D'abord une simple tour, l'ouvrage fut renforcé avec des pierres et un donjon carré d'environ 10 mètres de côté fut construit au début du XIIIe siècle. Il n'est pas possible de se faire une idée exacte de l'aspect qu'eut le château au XIe siècle. Cet imposant donjon est considéré comme la partie la plus vieille du complexe architectural actuel. Sa transformation en un ouvrage défensif de pierre n'a sans doute pas eu lieu avant la fin du XIe siècle et le donjon n'a probablement été érigé que vers l'an 1200. Constitué de deux éléments séparés par un profond fossé, le château primitif occupait tout le sommet de la colline. La partie orientale, protégée par ses propres douves, fut démolie au XVIIe siècle et ce n'est qu'en 1980 que de vastes fouilles permirent de mieux comprendre son histoire. Il abrite aujourd'hui un musée.